# Fa. Adr. Beers
De firma Adr. Beers, opgericht in 1911 in Den Haag, was een Nederlands bedrijf dat zich bezighield met import, assemblage en onderhoud van chassis, vrachtauto's, autobussen, bestelauto's en motorfietsen. Door de tijd heen is het bedrijf met het vrachtautomerk van Scania-Vabis tot Scania uitgegroeid tot het grootste vrachtautodealer- en onderhoudsnetwerk in Europa. Het voert sinds 2011 de naam Scania Nederland B.V.

## Geschiedenis
In 1911 startte Adrianus Johannes Joseph Wilhelm Beers (1875-1951) als 'handelaar in automobielen' aan de Haagse Laan van Nieuw Oost-Indië zijn Firma Adr. Beers met het importeurschap van het Duitse vrachtautomerk Büssing. In een tijd van opkomende vraag naar vervoer over de weg groeide de verkoop van dit merk gestaag. In 1923 volgde het dealerschap van het Franse vrachtautomerk Chenard-Walcker. Beers ging over tot het vervaardigen van eigen ontwerpen zoals een T-Ford 3-assig chassis met zelfsturende tandemassen. In de jaren dertig werd hij importeur van het Amerikaanse vrachtautomerk Diamond T. Beers ontwierp een autobus volgens het trambusprincipe, de Beers Tramcoach (1933), met een Verheulopbouw op een chassis van een Diamond T. Deze werd geleverd in 1933/1934 aan onder meer de Dedemsvaartsche Stoomtramweg-Maatschappij (DSM), het Gemeentevoerbedrijf van Amsterdam, autobusmaatschappij Cupido op Terschelling en de stadsbusdienst in Hilversum van MOGH/Van Emmerik.
In 1929 werd bij het betrekken van een nieuw pand aan de Westvlietweg 42 op het grondgebied van de gemeente Stompwijk, het bedrijf een naamloze vennootschap met als vennoten vader Adrianus en zijn vier zoons. Met elkaar deelden zij technische en bedrijfseconomische ervaring, uitsluitend gericht op ontwikkeling, productie en onderhoud van bedrijfsauto's.
Het bedrijf groeide en er moest een andere plek worden gezocht. Die werd in 1939 gevonden aan de Rijswijkse Geestbrugkade 32 in een pand met een grote productieruimte, opslagplaats en kantoorruimten. Het gedeelte van het bedrijf met het hoofdkantoor in Leidschendam bleef echter tot ten minste 1951 gehandhaafd.
Tijdens de Tweede Wereldoorlog lag de productie stil omdat de bezetter alle chassis in beslag nam. In deze periode ontwikkelde Beers als gevolg van de schaarste aan brandstof voor auto's een Wisco-gasgenerator die voor antraciet geschikt was voor auto's, bussen en vrachtwagens, en ook werd toegepast op boten.

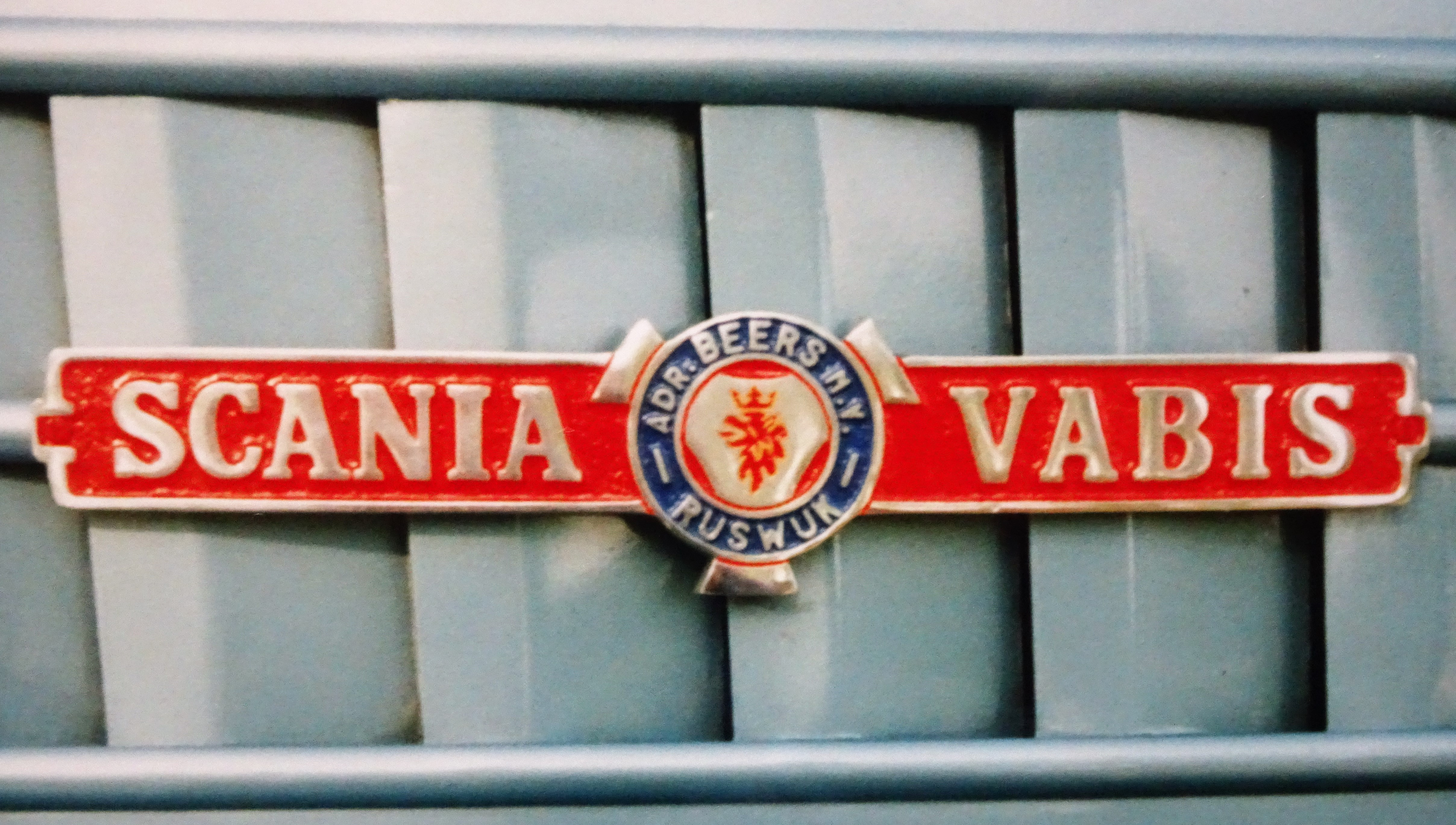
Embleem Scania-Vabis, gemonteerd aan weerszijden van de motorkap op de Scania-Vabis vrachtauto's, geassembleerd door Adriaan Beers N.V. in Rijswijk (Z.H.).

Direct na de bevrijding startte het bedrijf met de vervaardiging van vrachtauto’s op basis van het in groten getale door de bevrijders achtergelaten materieel, waarbij veelvuldig de Diamond T werd gebruikt. Ook motorfietsen van Jawa, autobussen van Chausson en vrachtauto's van Chenard-Walcker werden in die tijd door deze firma weer geïmporteerd. Door de toenemende vraag naar autobus- en vrachtmaterieel knoopte zoon Jos Beers betrekkingen aan met Scania-Vabis. Met het importeurschap van dit merk op zak kwam hij terug in Nederland. In 1946 werden voor de dochterondernemingen van de Nederlandse Spoorwegen 280 autobuschassis (B15 en B21) geleverd en door vliegtuigbouwer Fokker van carrosserieën voorzien naar ontwerp van Verheul. Soortgelijke bussen (en ook de verwante typen B16 en B22) werden geleverd aan particuliere busbedrijven. Ook kwam de import van vrachtautochassis op gang en met de eerste complete Scania-Vabis L-22 geleverd aan de firma Winder in Limmen kwam de vrachtwagenproductie van Scania-Vabis in Nederland op gang. Op de RAI van 1950 presenteerde het bedrijf een eigen product, de Handyvan, een bestelauto met lage vloer en voorwielaandrijving.
Samen met DAF, Volvo en Engels en Amerikaans achtergelaten oorlogsmaterieel vormden de Scania-Vabis vrachtauto's de ruggengraat van het opkomend vrachtvervoer in Nederland. Besloten werd zich te concentreren op Scania-Vabis. Import, assemblage en onderhoud waren de pijlers waarop het bedrijf van Adr. Beers rustte. In 1954 werd het 1000e chassis geleverd. In 1958 werd ook hier het bedrijf te klein en week men uit naar een nieuw pand aan de Maanweg in de Haagse Binckhorst. Tevens besloten de zonen van Adriaan Beers, die inmiddels het bedrijf leidden, in 1964 een dealerorganisatie op te richten met tijdelijke vestigingen in Terborg, Amsterdam en Zwolle. Daarna volgde een tweede bedrijfsvestiging in Heerhugowaard. In 1965 volgde een fusie met Van Yperen NV en daardoor een dealeruitbreiding met vestigingen in Vlaardingen, Rotterdam en Zwijndrecht. Er werd een groot netwerk opgebouwd van dealers, onderhouds- en servicepunten. In 1965 werd Beers een van de beursgenoteerde Nederlandse ondernemingen. In begin jaren zeventig werd de 10.000e Scania afgeleverd. Ook werd het bedrijf in deze periode voor korte tijd importeur van het Spaanse merk Ebro.
Scania-Vabis had in 1965 een eigen assemblagefabriek onder de naam Scania Nederland in Zwolle opgericht. Door de nauwe samenwerking met Scania is Beers geheel in deze organisatie opgenomen en is de naam gewijzigd in Scania Beers B.V., waarmee ook het Beers-logo verdween. In 2011 werd de naam gewijzigd in Scania Nederland B.V.
In 1996 besloot Beers ook vestigingen in het buitenland (Kerpen, Keulen) op te richten. Met inmiddels meer vestigingen in Duitsland is het het grootste dealernetwerk van vrachtauto's binnen Europa.

## Trivia
- De in Rijswijk gebouwde vrachtauto’s van Scania-Vabis zijn van de latere en de buitenlandse te onderscheiden door het speciale Scania-Vabis/Beerslogo dat zich aan beide zijden van de motorkap bevindt. Uitzondering daarop zijn enkele van de eerste modellen.
- De firma Winder in Limmen (ooit de eigenaar van de eerste Nederlandse Scania-Vabis) heeft in 2000 haar honderdste Scania aangeschaft.